# Roseane Santos
Roseane Ferreira dos Santos (más conocida como Rosinha o Rosie, Maceió, 15 de octubre de 1971) es una deportista brasileña que compitió en atletismo adaptado, especialista en lanzamiento de jabalina, lanzamiento de disco y lanzamiento de peso.
Fue partícipe de la delegación brasileña de atletas que participó en los I Juegos Parapanamericanos de 1999 en Ciudad de México, donde ganó tres preseas doradas en sus disciplinas. Durante los Juegos Parapanamericanos de 2003 en Mar del Plata recibió la medalla de oro en lanzamiento de disco, medalla de plata en lanzamiento de peso y medalla de bronce en lanzamiento de jabalina. En los Juegos Parapanamericanos de 2007 realizados en Río de Janeiro recibió la medalla de oro en lanzamiento de disco y la medalla de bronce en lanzamiento de peso; mientras que tuvo el mismo resultado en los Juegos Parapanamericanos de 2011 en Guadalajara.
Además, ha sido parte del conjunto femenino de atletismo adaptado brasileño que ha participado en varios Juegos Paralímpicos; alcanzó la medalla de oro en los Juegos Paralímpicos de Sídney 2000 en ambas disciplinas dentro de la categoría F58. Por otro lado, en los Juegos Paralímpicos de Atenas 2004 superó el récord mundial en lanzamiento de disco, aunque no recibió medalla debido a su puntaje total.
Actualmente, Rosinha ostenta las plusmarcas del mundo en lanzamiento de peso con 9 m y en lanzamiento de disco con 31.58 m.